# الخيالة العنيفون
كان الخيالة العنيفون اللقب الذي مُنح لخيالة متطوعي الولايات المتحدة، إحدى 3 كتائب أُنشئت عام 1898 للحرب الإسبانية الأمريكية والكتيبة الوحيدة التي شاركت في القتال. كان جيش الولايات المتحدة جيشًا صغيرًا، ويعاني نقص تعداده، وسيئ التنظيم مقارنةً بحالته خلال الحرب الأهلية الأمريكية قبل نحو 30 عامًا. في أعقاب غرق يو إس إس ماين، كان الرئيس ويليام ماكينلي بحاجة إلى حشد قوة برية ضخمة بسرعة، وهو ما فعله باستدعاء 125 ألف متطوع للمساعدة في الحرب. كانت الولايات المتحدة قد ذهبت إلى الحرب بسبب معارضتها للسياسات الكولونيالية الإسبانية في كوبا، التي كانت قد تمزقت آنذاك بفعل تمرد. ومنحت الكتيبة أيضًا لقب «مشاة وود السئمين»، على اسم قائدها الأول، الكولونيل ليونارد وود. عكس ذلك عدم رضاهم بأنه رغم كونهم مشاة، انتهى بهم الأمر يقاتلون في كوبا بوصفهم مشاةً خفيفين، إذ إن جيادهم لم تُرسل معهم إلى هناك.
كان القائد الثاني للكتيبة الأمين المساعد السابق في البحرية ثيودور روزفلت، الذي سيصبح رئيسًا في وقت لاحق، والذي أيد بشدة حرب الاستقلال الكوبية. حين رُقي وود إلى رتبة قائد لواء الخيالة الثاني، أصبحت الكتيبة تعرف باسم «خيالة روزفلت العنيفين». وقد استعير ذلك المصطلح من بوفالو بيل، الذي أطلق على مسرحيته الغربية الترحالية اسم «غرب بوفالو بيل البري ومؤتمر خيالة العالم العنيفين».
كانت الخطة الرئيسية للكتيبة تقتضي بأن تتألف من رجال حدود من الأراضي الهندية وأراضي نيو مكسيكو وأراضي أريزونا وأراضي أوكلاهوما. إلا أنه بعد انضمام روزفلت إلى صفوف الكتيبة، جذبت مزيجًا غريبًا من رياضيي رابطة اللبلاب ومغني نادي الغلياني ووكالة تكساس رينجرز والأمريكيين الأصليين. كان يجب على جميع المقبولين ضمن الكتيبة أن يكونوا خيالين مهرة وتواقين للمشاركة في القتال. وكان الخيالة العنيفون سينالون شهرة أكبر من شهرة أي وحدة أخرى في الجيش في تلك الحرب، وهم يُذكرون بأفضل صورة على أدائهم خلال معركة تل سان خوان، مع أنه من النادر أن يذكر تفوقهم العددي الكبير على الجنود الإسبان الذين واجهوهم. بعد مرور أيام عديدة على معركة تل سان خوان، أبحر الأسطول الإسباني من كوبا، وفي غضون أسابيع قليلة وقعت هدنة أنهت الأعمال القتالية. رغم قصر مدة خدمتهم، نال الخيالة العنيفون سمعة أسطورية، وكان ذلك يعود غالبًا إلى كتابات روزفلت وتأريخه الخاص للكتيبة والفيلم الصامت الذي مثل الأحداث، والذي أُنتج بعد سنوات.

## التاريخ الباكر

### التشكل
تجمع المتطوعون في 4 مناطق: أريزونا ونيو مكسيكو وأوكلاهوما وتكساس. وجُمعوا أساسًا من الجنوب الغربي لأن مناخ الإقليم الحار الذي اعتادوه كان مشابهًا لمناخ كوبا حيث سيحاربون. «الصعوبة في التنظيم لم تكن في اختيار المقاتلين، بل في رفضهم». تحقق الحد المسموح الذي وُضع للخيالة المتطوعين على الفور. مع ورود أنباء العدوان الإسباني وإغراق يو إس إس مايني، توافد رجال من مناطق الإقليم كافة لإظهار وطنيتهم. وجمعوا مجموعة متنوعة من الرجال، منهم رعاة بقر ومنقبي ذهب وصيادين ومقامرين وأمريكيين أصليين وصبية جامعيين، كانوا جميعًا أقوياء البنية الجسدية وقادرين على ركوب الخيل وماهرين في الرمي. أتى نصف الوحدة من نيو مكسيكو وفقًا لروزفلت. كان من هؤلاء أيضًا رجال شرطة وخبراء عسكريون رغبوا أن يشاركوا في الأعمال الحربية من جديد، إذ كان معظمهم قد تقاعد مسبقًا. مع ابتعادهم 30 عامًا عن أي صراع مسلح، سعى الرجال الذين كانوا قد خدموا في الجيش النظامي خلال الحملات ضد الأمريكيين الأصليين أو خلال الحرب الأهلية أن يخدموا ضباطًا برتب عالية، نظرًا إلى أنهم كانوا يمتلكون سابقًا المعرفة والخبرة لقيادة المقاتلين وتدريبهم. وبذلك فإن الوحدة لم تكن مفتقرة للخبرة. عُين ليونارد وود، طبيب في الجيش الذي خدم مستشارًا طبيًا لكل من الرئيس ووزير الحرب، عقيدًا للخيالة العنيفين، وخدم روزفلت برتبة مقدم. من الأماكن الشهيرة خصوصًا التي تجمع فيها المتطوعون في سان أنطونيو، تكساس، كان حانة في فندق مينجر. ما تزال الحانة مفتوحة وهي أشبه بتكريم للخيالة العنيفين، وتضم جزءًا كبيرًا من لباسهم وذكرياتهم، ولباس وذكريات ثيودور روزفلت.

### المعدات
قبل بدء التدريب، استخدم المقدم روزفلت نفوذه السياسي بوصفه أمينًا مساعدًا في البحرية لضمان أن كتيبة المتطوعين الخاصة به ستحصل على عتاد ملائم للخدمة كأي وحدة أخرى في الجيش النظامي. تسلح الخيالة العنيفون ببندقية قصيرة تعود إلى عام 1896 عيار 30 يو إس (بخرطوش 30-40). «نجحوا في الحصول على خراطيشهم ومسدسات كولت وألبستهم وخيم المأوى وعدة الخيول. وفي تسليح الكتيبة ببندقية سيرينغفيلد كراغ التي كان يستخدمها الخيالة النظاميون». استخدم الخيالة العنيفون أيضًا سكاكين باوي. وكانت هناك أيضًا هدية متأخرة من متبرع ثري، زوج مدافع حديث ثلاثي القوائم تعمل على الغاز من طراز إم 1895 كولت براونينغ، عيار 7 مم ماوزر.
على العكس، كانت ألبسة الكتيبة مصممة لتفريق الوحدة: «كان لباس الخيالة العنيفين قبعة مترهلة وفانلة زرقاء وسروال بني وجوارب وأحذية، إلى جانب مناديل عقدت حول رقابهم بخفة. وبدوا بالضبط كما ينبغي أن تبدو مجموعة من خيالة رعاة البقر». هذا المظهر «الخشن غير المرتب» ساهم في أن ينالوا لقب «الخالية العنيفين».

### التدريب
كان التدريب معياريًا بشدة، حتى بالنسبة لوحدة خيالة. فقد عملوا على عادات وبروتوكولات وإجراءات عسكرية اشتملت على الأداء والطاعة وآداب السلوك لتطوير حالتهم الجسدية والنفسية. أثبت المقاتلون توقهم لتعلم ما كان ضروريًا، وسار التدريب بسلاسة. وقرر أن الرجال لن ينالوا تدريبًا لاستخدام السيف كما يتدرب الخيالة عادة، فقد كانوا دون أي خبرة في هذا المجال. وعوضًا عن ذلك، استخدموا بنادقهم ومسدساتهم أسلحةً أولية وثانوية. مع أن الرجال كانوا غالبًا يمتلكون خبرة في ركوب الخيل، فإن الضباط حسنوا من تقنياتهم في ركوب الخيل والرمي من على ظهر الحصان وممارساتهم في التشكيلات وفي المواجهات. وإلى جانب هذه الممارسات، درس رجال برتب عالية بكثافة كتبًا امتلأت بتكتيكات وإجراءات لتطوير قدرتهم على قيادة الآخرين. وخلال الأوقات التي لم يكن ممكنًا فيها تطبيق أفعال جسدية، إما بسبب تعذر ذلك على متن القطار أو السفينة، أو خلال أوقات لم تكن المساحة ملائمة، كانت هناك بعض الكتب التي قرؤوها لعدم إضاعة أي وقت في التحضير للحرب. التدريب التخصصي الذي تلقاه المتطوعون حضرهم بأفضل صورة ممكنة لواجباتهم. مع أن طرائق التدريب كانت معيارية، أسفرت التعبئة العامة للقوات من أقاليم متنوعة عن نسبة وفاة عالية بصورة استثنائية بسبب الأمراض، لا سيما بسبب حمى التيفوئيد. من بين 1832 حالة وفاة التي نسبت أسبابها إلى الأمراض، كان بينها 1590 وفاة بسبب حمى التيفوئيد بالذات. وبصورة لافتة، حدثت نسبة كبيرة من هذه الوفيات في مواقع التدريب في الولايات المتحدة الجنوبية الشرقية.